# Jevišovka
Jevišovka este o arie protejată (arie specială de conservare — SAC, sit de importanță comunitară — SCI) din Republica Cehă întinsă pe o suprafață de 20,09 ha, integral pe uscat.

## Localizare
Centrul sitului Jevišovka este situat la coordonatele 48°51′56″N 16°13′51″E / 48.865556°N 16.230833°E.

## Înființare
Situl Jevišovka a fost declarat sit de importanță comunitară în aprilie 2005 pentru a proteja 1 specie de animale. Situl a fost protejat și ca arie specială de conservare în iulie 2015.

## Biodiversitate
Situată în ecoregiunea panonică, aria protejată conține 1 habitat natural: Cursuri de apă de la nivel de câmpie la nivel montan, cu vegetație Ranunculion fluitantis și Callitricho-Batrachion.
La baza desemnării sitului se află o specie protejată de  pești: zvârluga (Cobitis taenia).